# Борогово
Борогово је мјесна заједница и насељено мјесто у општини Осмаци, Република Српска, БиХ. Према попису становништва из 2013. у насељу је живјело 255 становника.

## Становништво
| Демографија | Демографија | Демографија |
| Година      | Становника  | Становника  |
| ----------- | ----------- | ----------- |
| 1961.       | 563         |             |
| 1971.       | 538         |             |
| 1981.       | 383         |             |
| 1991.       | 276         |             |
| 2013.       | 255         |             |